# 각가속도

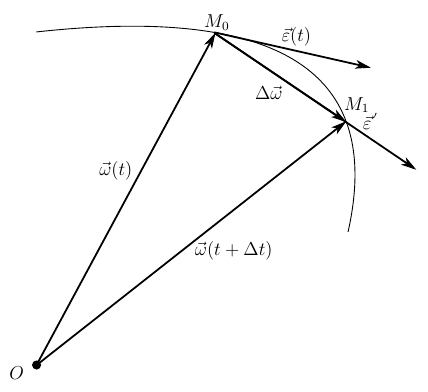

각가속도(角加速度)는 시간에 대한 각속도의 변화율이다. 각가속도의 단위는 SI 단위로 라디안 매 초 제곱(rad/s2)이고, 통상적으로 그리스 문자 알파 ({\displaystyle {\alpha }\,})로 표시한다.

## 수학적 정의
각가속도는 다음과 같이 정의할 수 있다.
{\displaystyle {\alpha }={\frac {d{\omega }}{dt}}={\frac {d^{2}{\theta }}{dt^{2}}}} , 또는 

{\displaystyle {\alpha }={\frac {\mathbf {a} _{T}}{r}}} ,
여기서 {\displaystyle {\omega }}는 각속도, {\displaystyle \mathbf {a} _{T}}는 접선방향의 가속도이며 r은 곡률 반경이다.

## 운동 방정식
원운동에서 돌림힘과 각가속도 사이의 관계를 설명하기 위해서, 뉴턴의 제2법칙을 적용할 수 있다.
{\displaystyle {\tau }=I\ {\alpha }} ,
여기서 {\displaystyle {\tau }}는 물체에 작용하는 돌림힘의 총합이고, {\displaystyle I}는 관성 모멘트이다.

### 등각가속도
물체 작용하는 돌림힘 {\displaystyle {\tau }}가 일정하면, 각가속도 역시 일정하게 된다. 이러한 경우, 위의 식을 적용하면 다음과 같이 상수인 각가속도를 구할 수 있다.
{\displaystyle {\alpha }={\frac {\tau }{I}}} .

### 비등각가속도
일정하지 않은 돌림힘이 작용하는 경우, 물체의 각가속도는 시간에 따라 변화한다. 따라서 위의 식은 상수가 아닌 미분방정식의 형태를 띠게 된다. 이 미분방정식이 이른바 계의 운동방정식이고, 물체의 운동을 완벽하게 설명할 수 있다.

## 같이 보기
- 각운동량
- 각속력
- 각속도
- 회전